# هيلين ديفيس
هيلين ديفيس (بالإنجليزية: Helen Davis)‏ هي سياسية وممثلة أمريكية، ولدت في 25 ديسمبر 1926، وتوفيت في 18 مايو 2015. من الجوائز التي نالتها Florida Women's Hall of Fame ‏.

## جوائز
- Florida Women's Hall of Fame [الإنجليزية]‏